# シエラレオネにおけるLGBTの権利
シエラレオネにおけるLGBTの権利（シエラレオネにおけるLGBTのけんり）では、シエラレオネにおけるLGBTの法的状況について扱う。
シエラレオネでは、男性による肛門性交を伴う同性愛行為は違法になるが、女性の同性愛行為は違法ではない。肛門性交及び獣姦はイギリスで制定された1861年対人犯罪法の第61条における規定に基づき無期懲役に相当する犯罪とされる。また、同性婚は認められていない。性的指向に関する差別からの法的な保護も特に定められていない。